# Джау-Тепе
Джа́у-Тепе́, Джав-Топе́-Баїри́ (крим. Cav Töpe bayırı, — «вража гора») — грязьовий вулкан, розташований на південно-західній рівнині Керченського півострова, на околицях с. Вулканівка (Керченський район) за 12 км на південь від шляху E97 (Феодосія-Керч). Крупний пагорб висотою близько 60 м з крутими схилами і підніжжям, розсіченим ярами. Схили вкриті сопковим мулом. Перші відомості про Джау-Тепе датуються початком XVII ст. Особливо активним вулкан був у 1-й половині XX ст.: 1909, 1914, 1925, 1927, 1942 рр.

## Історія грязьового вулкана Джау-Тепе
У «Географії Криму» — шкільному підручнику для дев'ятикласників — наголошується: «… південно-західна частина Керченського півострова являє собою полого-хвилясту рівнину, одноманітний вигляд якої порушується лише ізольованими височинами — Кончек, Дюрмень, грязьова сопка Джау-Тепе».
Німецький природознавець, академік, який перебував на російській службі на рубежі XVIII—XIX століть, великий знавець і дослідник Криму П. С. Паллас у фундаментальному виданні «Поездка во внутренность Крыма вдоль Керченского полуострова и на остров Тамань в 1794 г.», зокрема, повідомляє:
|  | …в пяти с половиною верстах от почтовой дороги на юг находится замечательный холм Джо-Тюбе или Джаль-Тюбе, неподалеку от деревни этого же имени, в 10 верстах от Черного моря и 8-ми от деревни Дюрмень и почти при входе в овраг, который спускается к речке Киргиз и соленому озеру Качик. Из всех холмов, подверженных извержениями грязи, на полуострове Босфорском или Керченском и на острове Тамани, холм Джо-Тюбе самый большой и самый замечательный. |

Академік вказує, що місцеві жителі
|  | … еще помнят огненное извержение, которое произвело поднятие холма и сопровождалось обильными излияниями ила. Ил, вытекающий из кратера и распространяющийся на запад к деревне, наполнил часть оврага. Эта грязная лава до настоящего времени не покрылась еще травой. Зимой и в сырое время года извержения бывают чаще, летний же жар иссушивает настолько грязную пропасть, что по ней можно ходить. Что же касается до веществ, выбрасываемых их кратера, то они состоят из сырой вязкой глины, смешанной с мелкими камешками из нижних каменных пластов здешней породы, также попадаются тут и куски колчедана. В соседстве с холмом находятся несколько нефтяных источников… |

П. С. Паллас помічає і той факт, що місцевий забобонний народ ставиться до грязьового вулкана «як до місця обиталища злих духів, до якого не можна наближатися без небезпеки для себе».
Джау-Тепе досягає висоти 119 м н.р.м., значно підносячись над навколишньою місцевістю, і добре видний здалеку.
У 1964 р. оголошений пам'яткою природи місцевого значення і став ландшафтною пам'яткою природи вже республіканського значення з 1975 р.
Абсолютно винятковим за обсягом викинутого мулу було виверження в 1909 р., коли грязьовий потік досягав у довжину 330 м при ширині 20-30 м. Всього тоді було викинуто з жерла 128 тис. тонн сопкового мулу.
Ожив вулкан і 14 березня 1914 р., розбудивши жителів села громовим гуркотом. З жерла Джау-Тепе виривалися спалахи полум'я і піднімався величезний стовп чорного диму. Відзвуки вулкана, що прокинувся були чутні за десятки верст по окрузі. В бік селища почав рухатися величезний потік сопкового мулу, що привів у паніку його жителів. Благо, що все закінчилося протягом півгодини.
Степовий вулкан прокидався ще в 1925 і 1927 рр., хоча і не так грізно і шумно. Одне з великих вивержень відзначено в 1937 р., коли язик мулу простягнувся на 130 м. Останнє помітне виверження вулкана сталося в 1982 р. Загальний обсяг викинутої Джау-Тепе брекчиї (сопкових відкладень), як вважають геологи, обчислюється в 55 млн кубометрів.

## Галерея

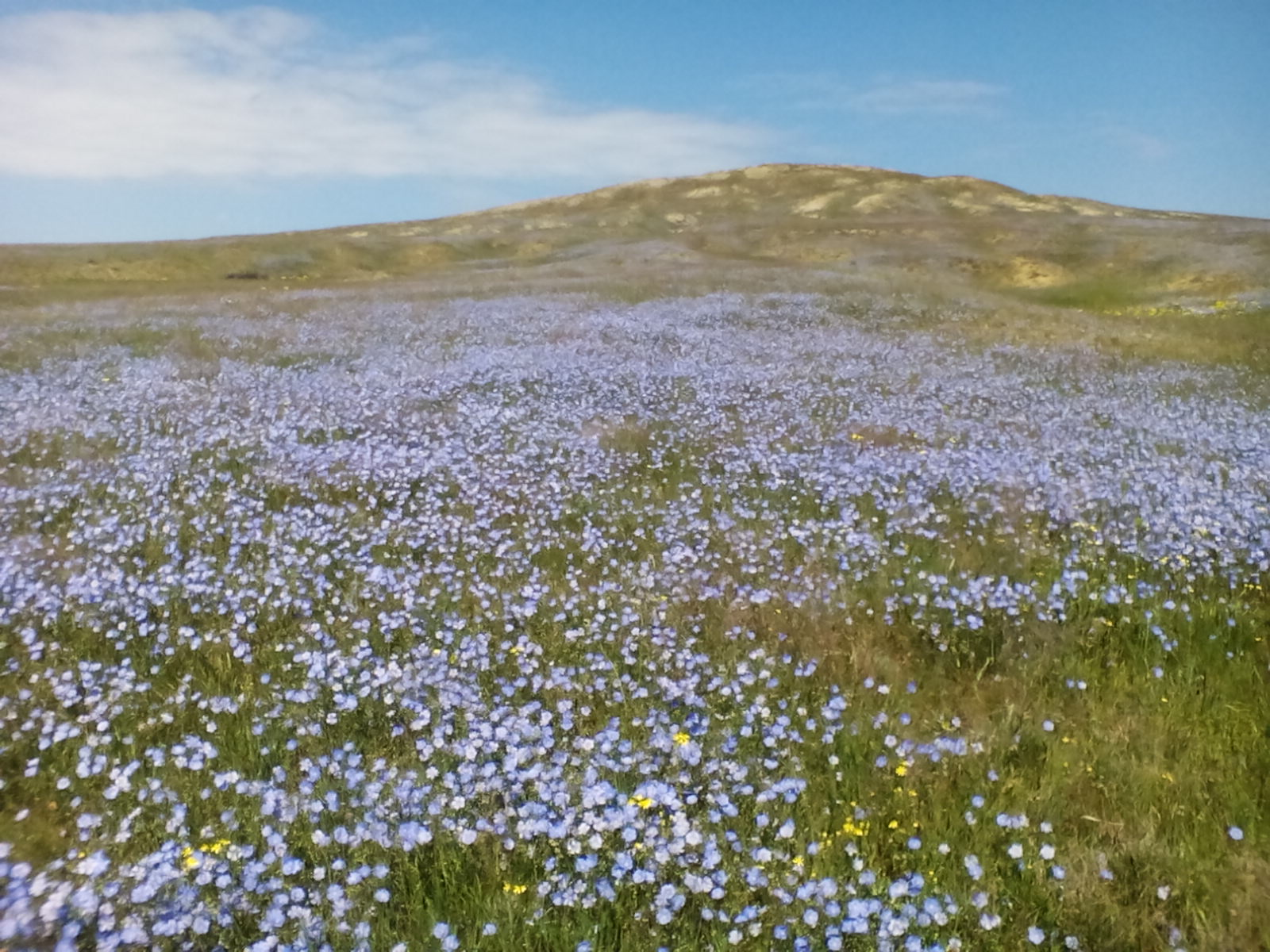
Джау-Тепе у травні 2016 р.
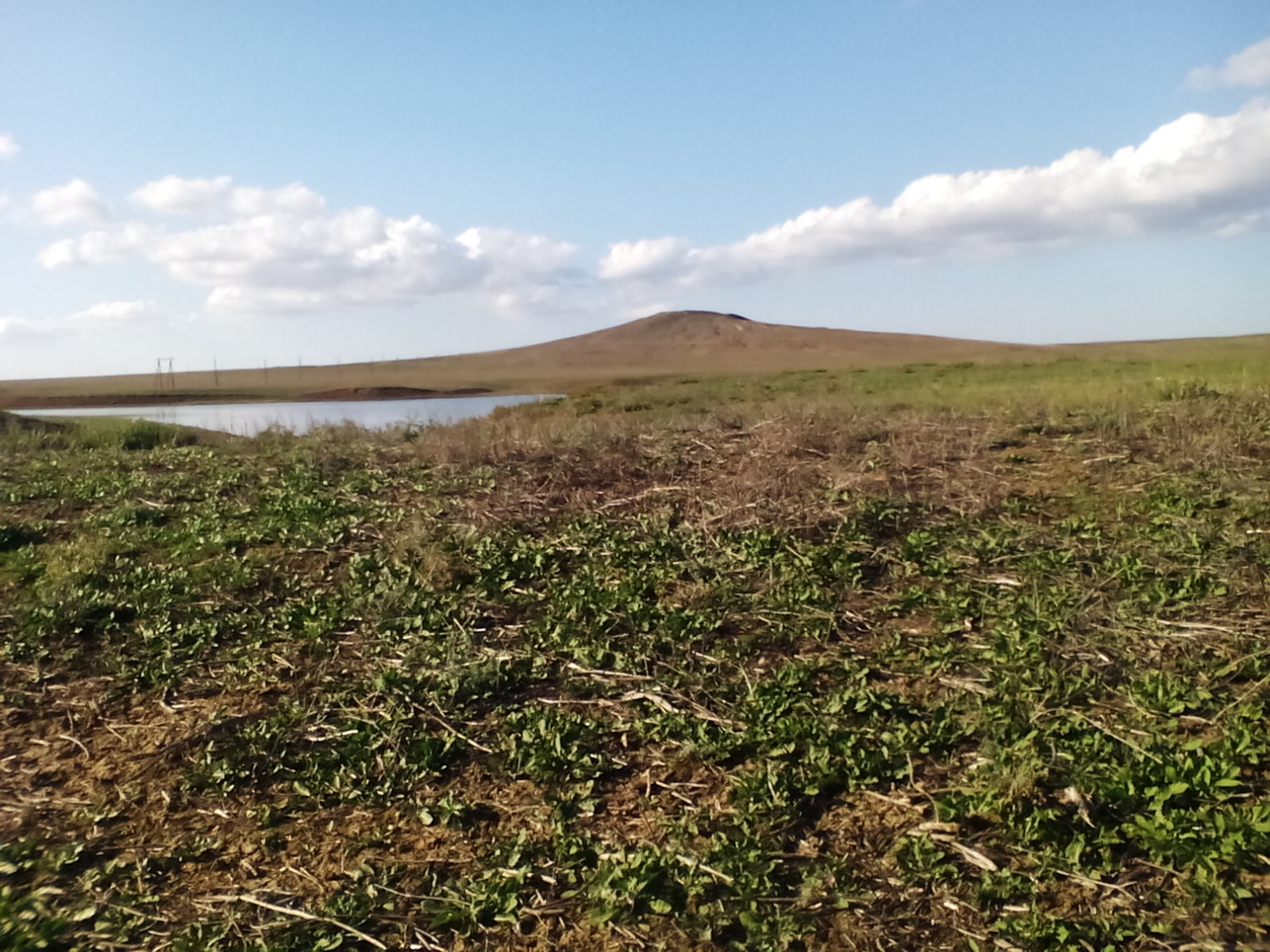
Влітку
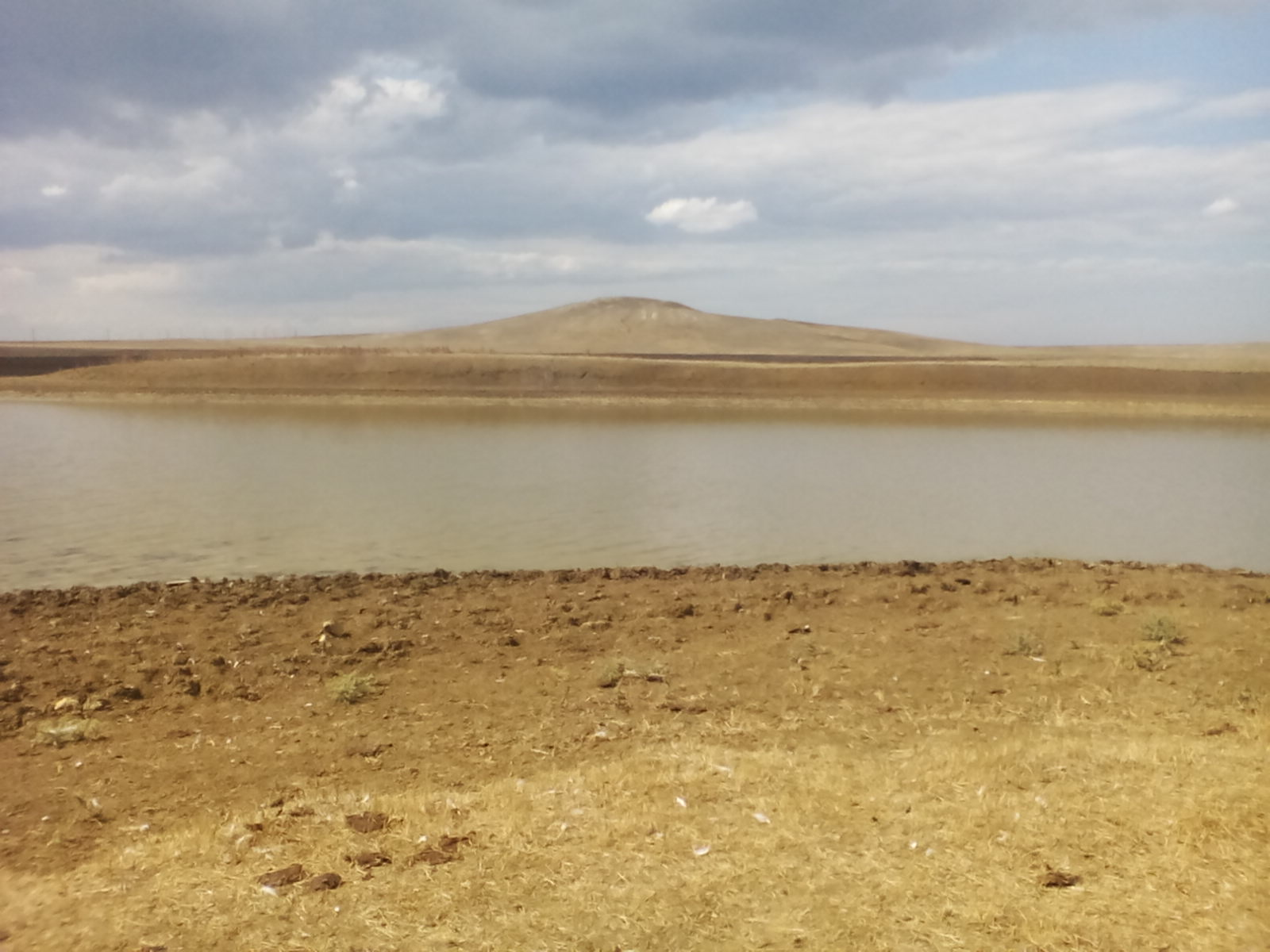
Джау-Тепе восени 2017 р.

## Ресурси Інтернету
- Грязевой вулкан Джау-Тепе / В. И. Лебединский, Л. П. Кириченко «Крым — музей под открытым небом» [Архівовано 1 липня 2014 у Wayback Machine.]